# Historia del Uniforme del Club Atlético Unión (Santa Fe)

Diseño utilizado para la vestimenta Unionista

Los colores distintivos del Club Atlético Unión son el rojo y el blanco, dispuestos a rayas verticales; estos fueron elegidos el 30 de julio de 1907, propuestos por Antonio Baragiola y Cayetano Bossi, fundadores, dirigente y futbolista del club. En el estatuto se consignaba con precisión que los colores eran el blanco y colorado, hasta que tras una reforma donde se cambia a los denomina rojo y blanco.

## Historia

### Primer uniforme
Como el grupo de jóvenes fundadores no contaban con dinero para adquirir una divisa, ulitizaron un juego de camisas blancas para disputar los primeros partidos ante San Carlos Centro, Central Santa Fe y Argentine.

### Actuales uniformes
En la Asamblea celebrada el 30 de julio de 1907 se presentan 2 mociones para la indumentaria.
- El Sr. Federico Achembach, pide que sea: camisa rayada vertical, negro y colorado.
- Los Sres. Antonio Baragiola y Cayetano Bossi proponen: camisa a rayas verticales, pero blanca y colorada en honor al Alumni Athletic Club de los hermanos Brown de Buenos Aires el club que marcó supremacía en la etapa amateur del fútbol argentino. Puesta a votación gana esta última.

Hasta la actualidad los colores rojo y blanco han sido utilizados para el uniforme titular teniendo algunas modificaciones a lo largo de los años como ensanchamiento de los bastones verticales o haciéndoles más finos, el único caso que se presenta que la camiseta titular no fue a bastones fue en 1978.

## Indumentaria y patrocinador
| Período   | Logo | Proveedor      |
| --------- | ---- | -------------- |
| 1907-1961 |      | Gath & Chaves  |
| 1962-1966 |      | Casa García    |
| 1967-1970 |      | Mondo Giovanne |
| 1971-1977 |      | Sabate Duran   |
| 1978      |      | Sportlandia    |
| 1979-1996 |      | Adidas         |
| 1996-2000 |      | Puma           |
| 2000-2002 |      | Mitre          |
| 2003-2004 |      | Puma           |
| 2005-2006 |      | Lotto          |
| 2007-2009 |      | Kappa          |
| 2009-2019 |      | TBS            |
| 2019-2022 |      | Kappa          |
| 2023-2024 |      | KDY            |
| 2025-Act. |      | Givova         |

| Período   | Logo | Proveedor      |
| --------- | ---- | -------------- |
| 1907-1961 |      | Gath & Chaves  |
| 1962-1966 |      | Casa García    |
| 1967-1970 |      | Mondo Giovanne |
| 1971-1977 |      | Sabate Duran   |
| 1978      |      | Sportlandia    |
| 1979-1996 |      | Adidas         |
| 1996-2000 |      | Puma           |
| 2000-2002 |      | Mitre          |
| 2003-2004 |      | Puma           |
| 2005-2006 |      | Lotto          |
| 2007-2009 |      | Kappa          |
| 2009-2019 |      | TBS            |
| 2019-2022 |      | Kappa          |
| 2023-2024 |      | KDY            |
| 2025-Act. |      | Givova         |

| Período       | Patrocinador                |
| ------------- | --------------------------- |
| 1983-1984     | Yagan                       |
| 1984-1986     | Fiatagri                    |
| 1986-1990     | Lotería de Santa Fe         |
| 1990-1992     | Cerveza San Carlos          |
| 1992-1993     | Banco Bica                  |
| 1993-1994     | Argon                       |
| 1994-1997     | Banco Bica                  |
| 1997-1998     | Banco Suquía                |
| 1998-1999     | Milkaut                     |
| 2000-2001     | Mitre                       |
| 2001-2014     | Flecha Bus                  |
| 2015-2018     | Flecha Bus OSPAT            |
| 2018-2021     | OSPAT PROF Grupo Asegurador |
| 2022-2024     | OSPAT Servicios Viales      |
| 2025-presente | OSPAT Vidalac               |

| Período       | Patrocinador                |
| ------------- | --------------------------- |
| 1983-1984     | Yagan                       |
| 1984-1986     | Fiatagri                    |
| 1986-1990     | Lotería de Santa Fe         |
| 1990-1992     | Cerveza San Carlos          |
| 1992-1993     | Banco Bica                  |
| 1993-1994     | Argon                       |
| 1994-1997     | Banco Bica                  |
| 1997-1998     | Banco Suquía                |
| 1998-1999     | Milkaut                     |
| 2000-2001     | Mitre                       |
| 2001-2014     | Flecha Bus                  |
| 2015-2018     | Flecha Bus OSPAT            |
| 2018-2021     | OSPAT PROF Grupo Asegurador |
| 2022-2024     | OSPAT Servicios Viales      |
| 2025-presente | OSPAT Vidalac               |

## Evolución del uniforme

### Titular
| (1907)    | (1907-1910) | (1911-13) | (1914-29) | (1930-33) | (1933-35) | (1935-38) | (1939)    | (1940)    | (1941-42) |
| (1943)    | (1944)      | (1945)    | (1946)    | (1947-48) | (1948-49) | (1949-50) | (1950-51) | (1951-52) | (1952-53) |
| (1954-57) | (1957-60)   | (1960-63) | (1964)    | (1965)    | (1966)    | (1967)    | (1968)    | (1968)    | (1969)    |
| (1969)    | (1970)      | (1970-73) | (1974-75) | (1976)    | (1977)    | (1978)    | (1979)    | (1980)    | (1981-82) |
| (1983)    | (1984-86)   | (1986-87) | (1988-89) | (1989-91) | (1991-92) | (1992-93) | (1994-95) | (1995-96) | (1996-97) |
| (1997-99) | (1999-2000) | (2000-01) | (2001-03) | (2003-04) | (2004-05) | (2005)    | (2005-07) | (2007-08) | (2008-09) |
| (2009-10) | (2010-11)   | (2011-12) | (2012-13) | (2013-14) | (2014)    | (2015)    | (2015-17) | (2017-18) | (2018-19) |
| (2019-21) | (2021-22)   | (2022)    | (2023)    | (2024)    | (2025)    |           |           |           |           |

### Suplente
| (1933-39)   | (1940-60) | (1960)    | (1961)    | (1962)    | (1963)    | (1964-65) | (1965-66) | (1967)    | (1969)    |
| (1970)      | (1971-74) | (1975)    | (1976)    | (1977)    | (1978)    | (1979)    | 1980      | (1984)    | (1985)    |
| (1986)      | (1987-88) | (1988-89) | (1991-92) | (1992-93) | (1993-94) | (1994-95) | (1995-96) | (1996-97) | (1997-99) |
| (1999-2000) | (2000-01) | (2001-03) | (2003-04) | (2004-05) | (2005-07) | (2007-08) | (2008-09) | (2009-10) | (2010-11) |
| (2011-12)   | (2012-13) | (2013-14) | (2014-15) | (2015-17) | (2017-18) | (2018-19) | (2019-20) | (2021-22) | (2022)    |
| (2023)      | (2024)    | (2025)    |           |           |           |           |           |           |           |

### Alternativo
| (1923)    | (1924)    | (1935-1960) | (1940-1960) | (1948)    | (1949)    | (1958)    | (1961)    | (1962)      | (1964-65) |
| (1965)    | (1967)    | (1969)      | (1970)      | (1971)    | (1975-78) | (1979)    | (1985)    | (1986)      | (1987-88) |
| (1990)    | (1991)    | (1992)      | (1992-93)   | (1994-95) | (1995-96) | (1996-97) | (1997-99) | (1999-2000) | (2007-08) |
| (2008-09) | (2009-10) | (2010-11)   | (2011-12)   | (2012-13) | (2013-14) | (2014-15) | (2015-17) | (2017-18)   | (2018-19) |
| (2019-20) | (2021-22) | (2022)      | (2023)      | (2024)    | (2025)    |           |           |             |           |

### Arquero
|  | 1995-96 | 2017-18 | 2017-18 | 2018-19 | 2018-19 |

### Especiales
| 90 años (1997) | 100 años (2007) | 104 años (2011) | 104 años (2011) | Sudamericana (2019) | Sudamericana (2019) | Los presos de 1964 (2022) | 450 años de Santa Fe (2023) | Pretemporada (2025) |

## Otras disciplinas
| Femenino | Inferiores | Futsal | Senior | Básquet                                                                  |
| -------- | ---------- | ------ | ------ | ------------------------------------------------------------------------ |
|          |            |        |        | Uniforme de baloncesto · Uniforme de baloncesto · Uniforme de baloncesto |